# Körösbányai ferences kolostor
A körösbányai ferences kolostor műemlék épület Romániában, Hunyad megyében. A romániai műemlékek jegyzékében a HD-II-a-A-03241 sorszámon szerepel.

## Képek

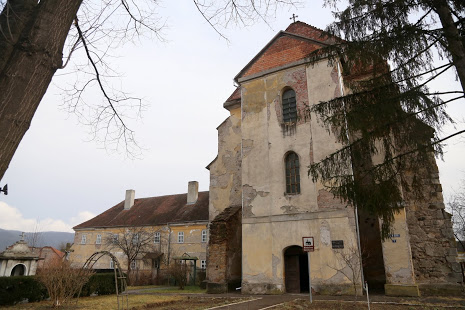
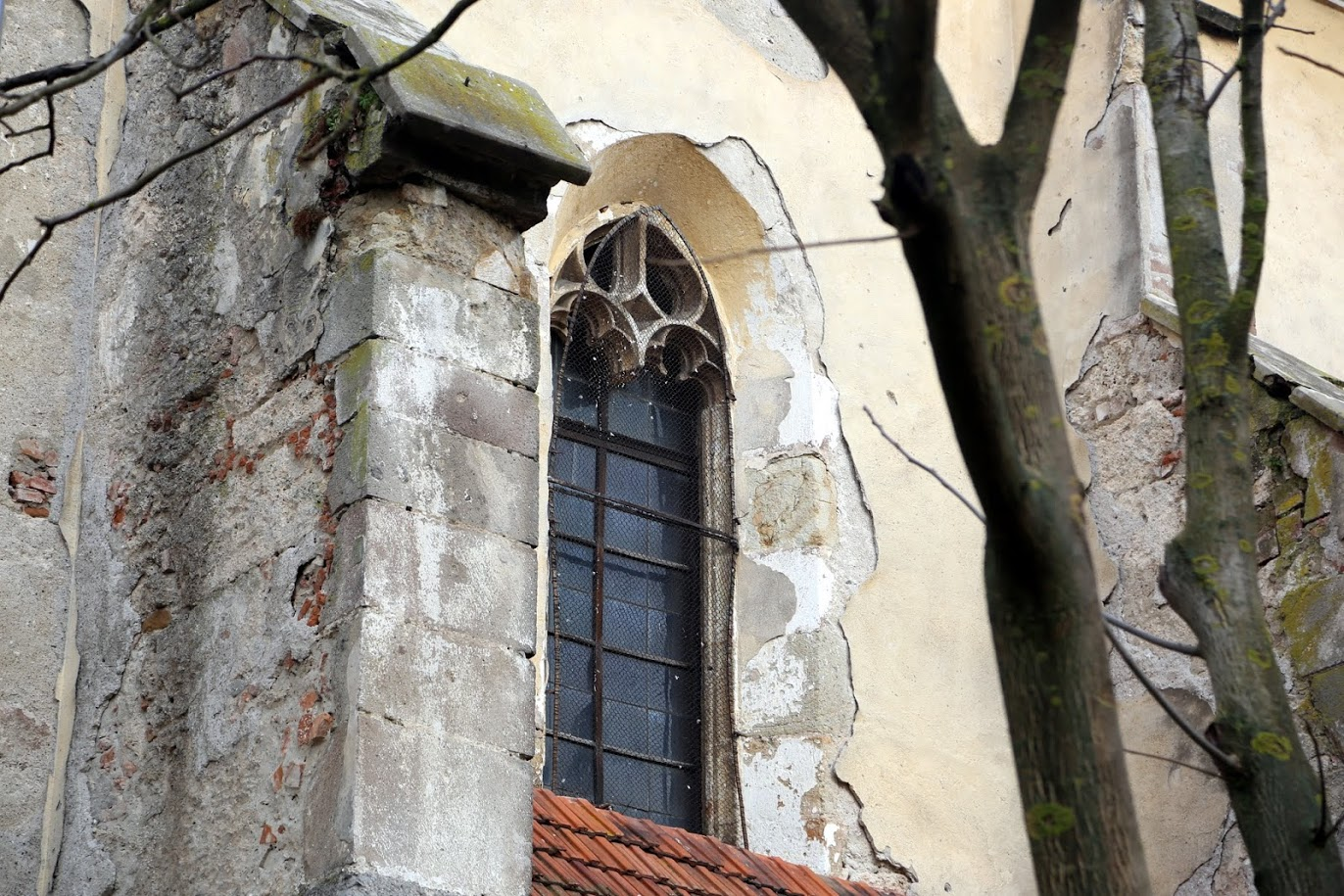
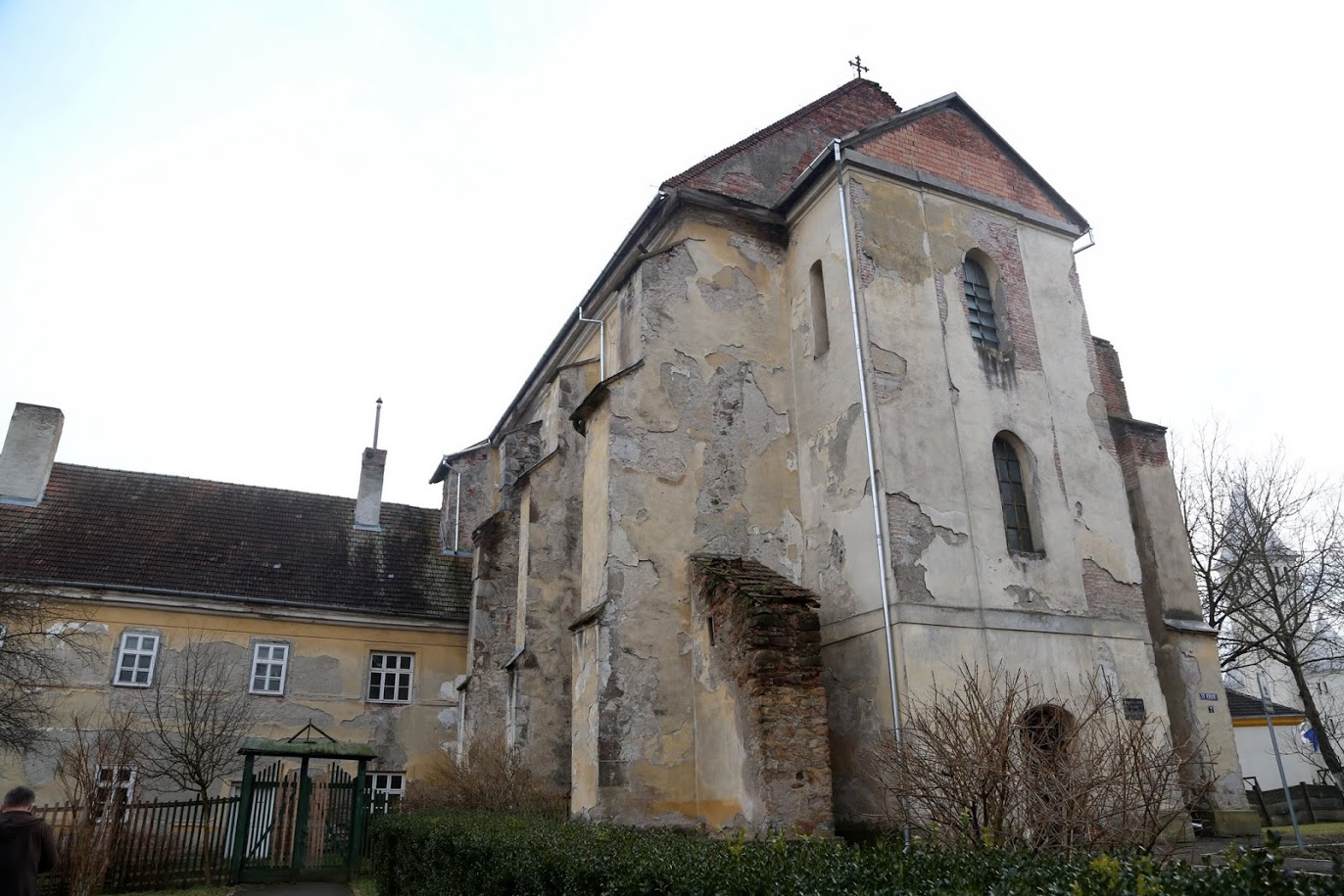
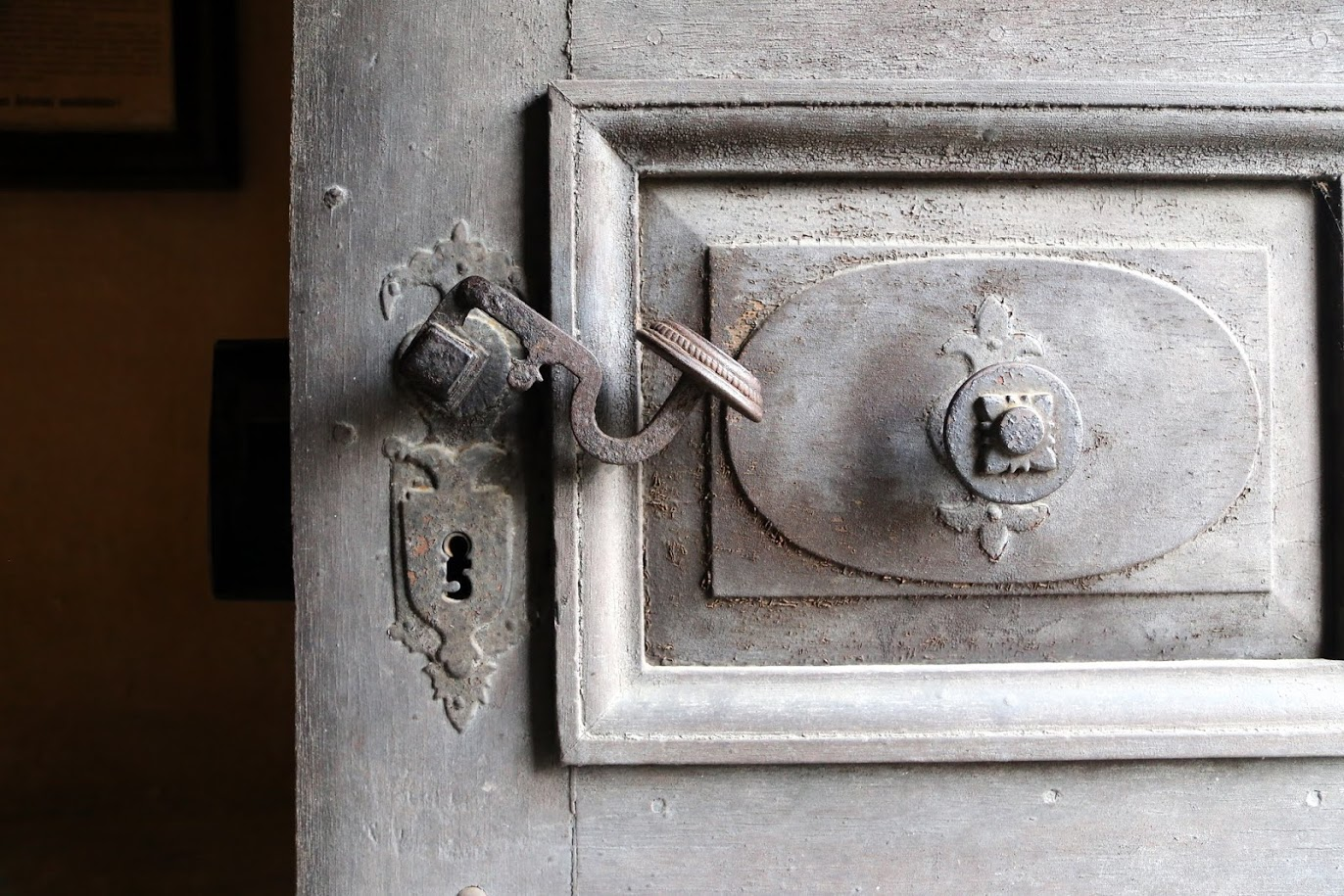
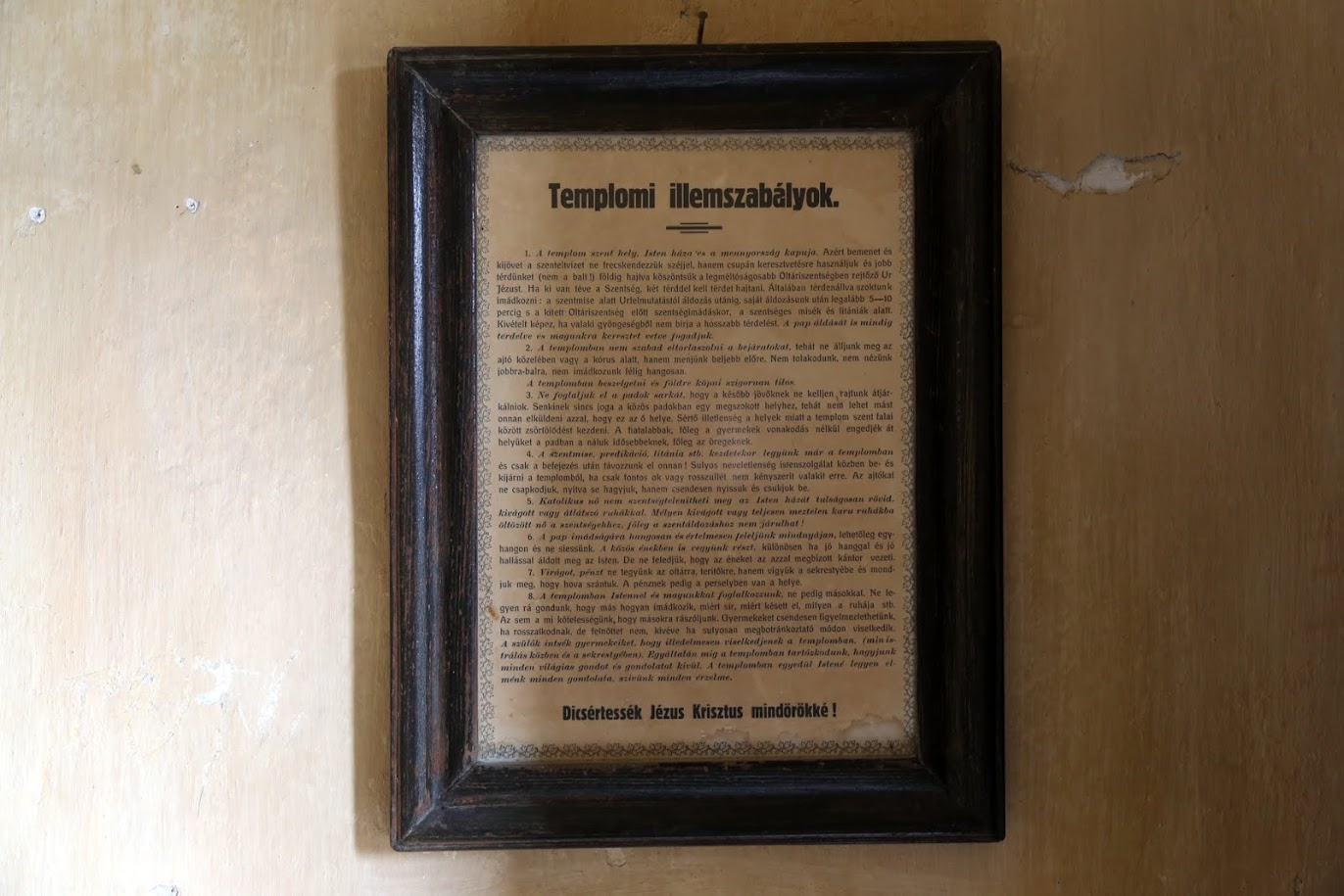
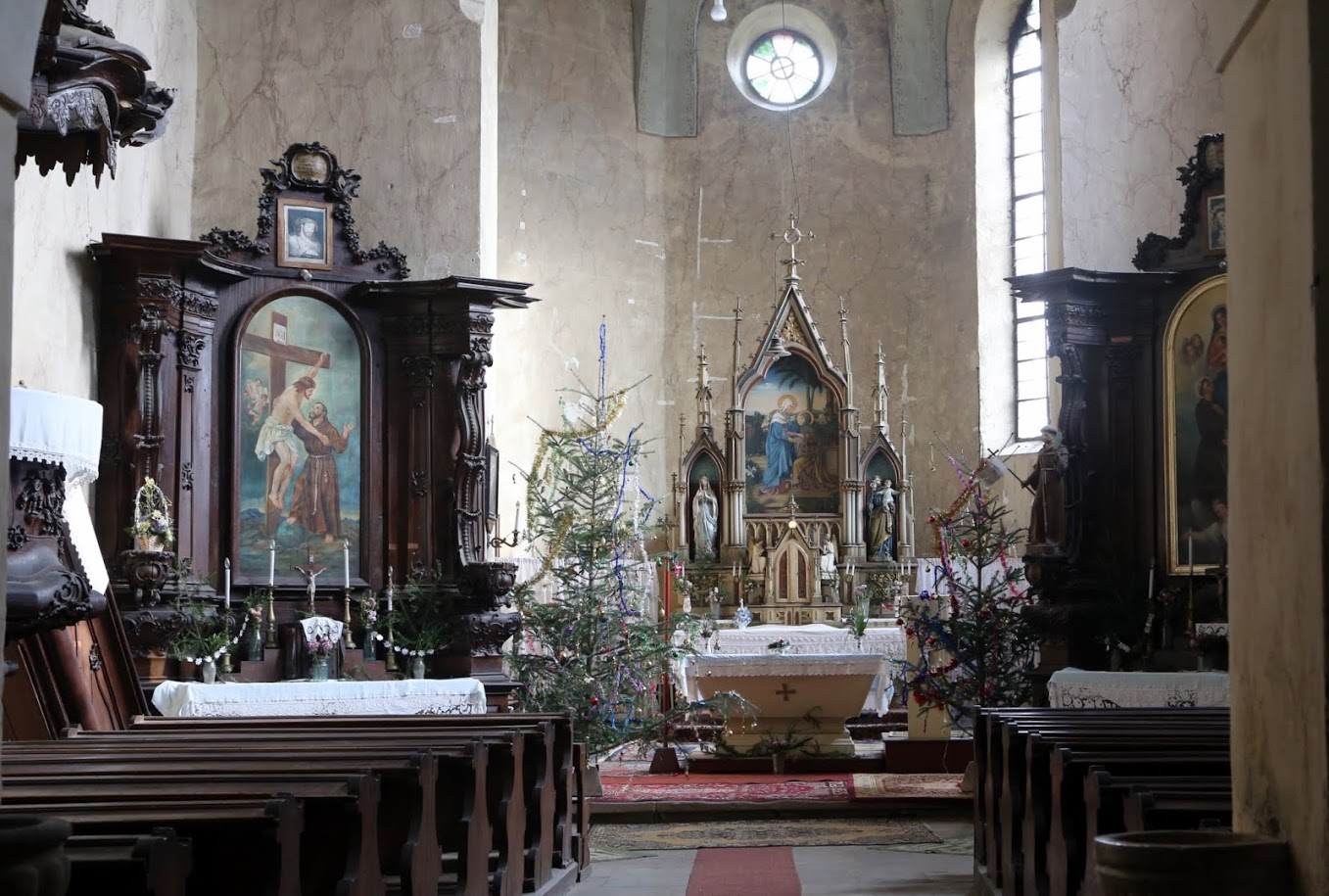
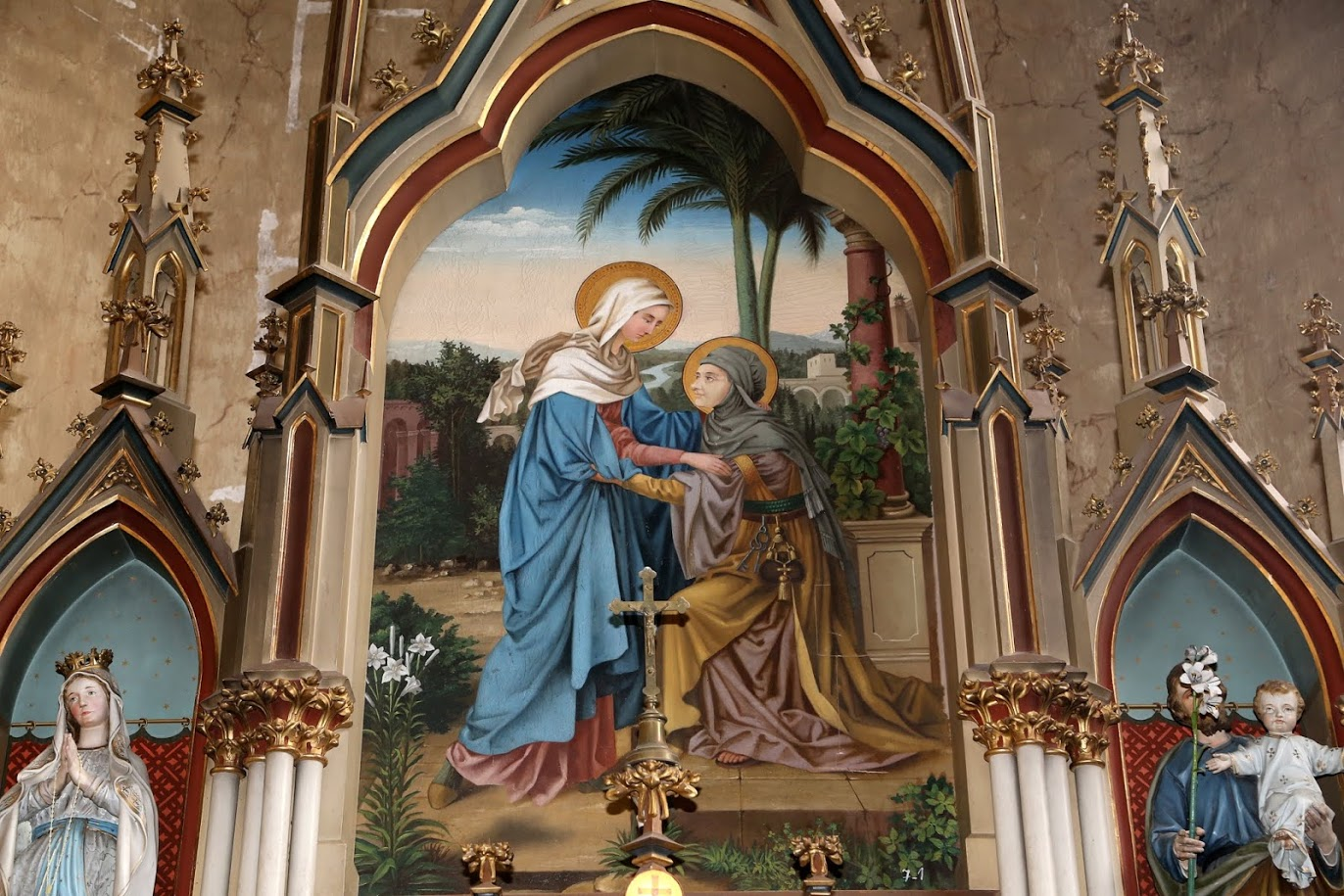
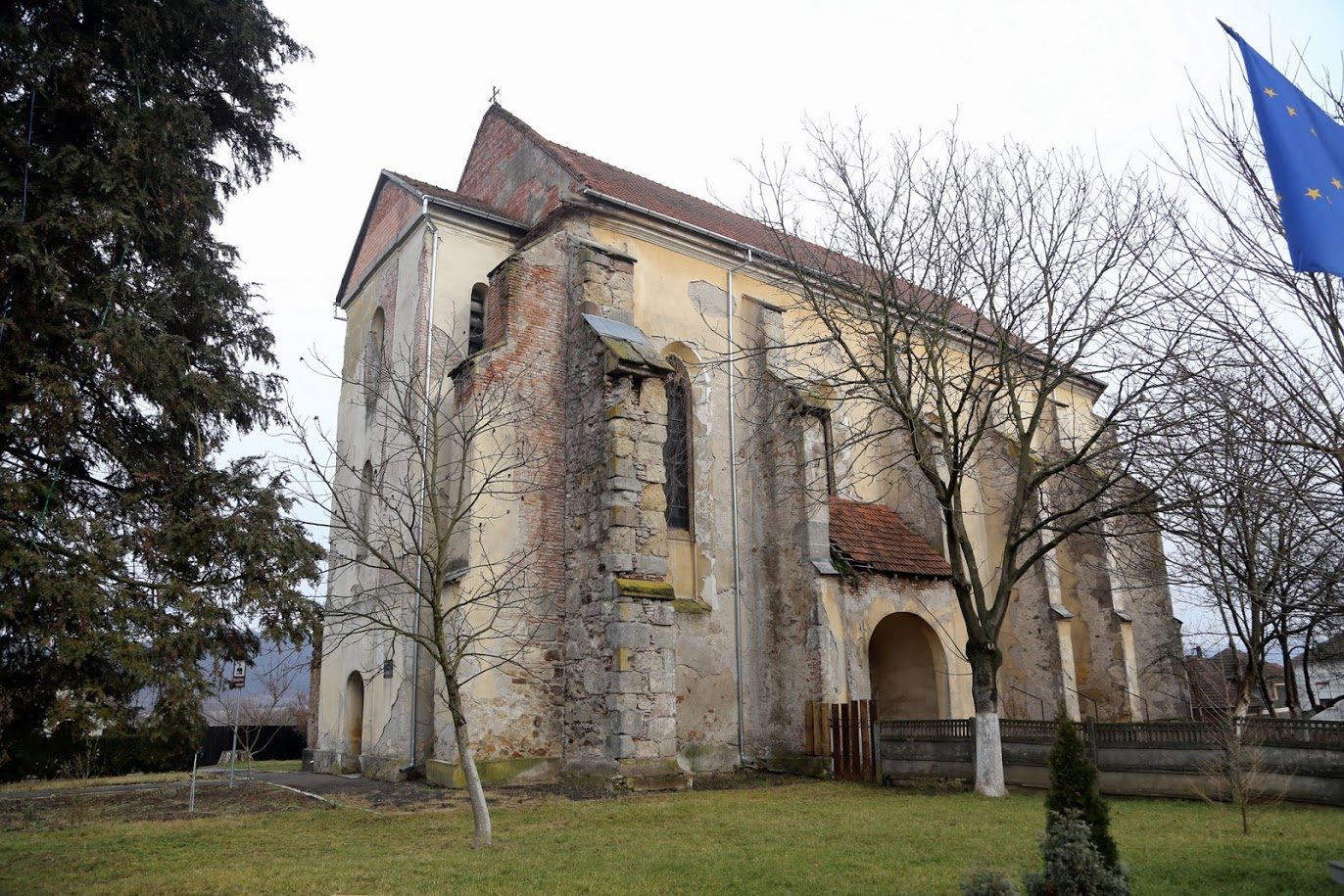
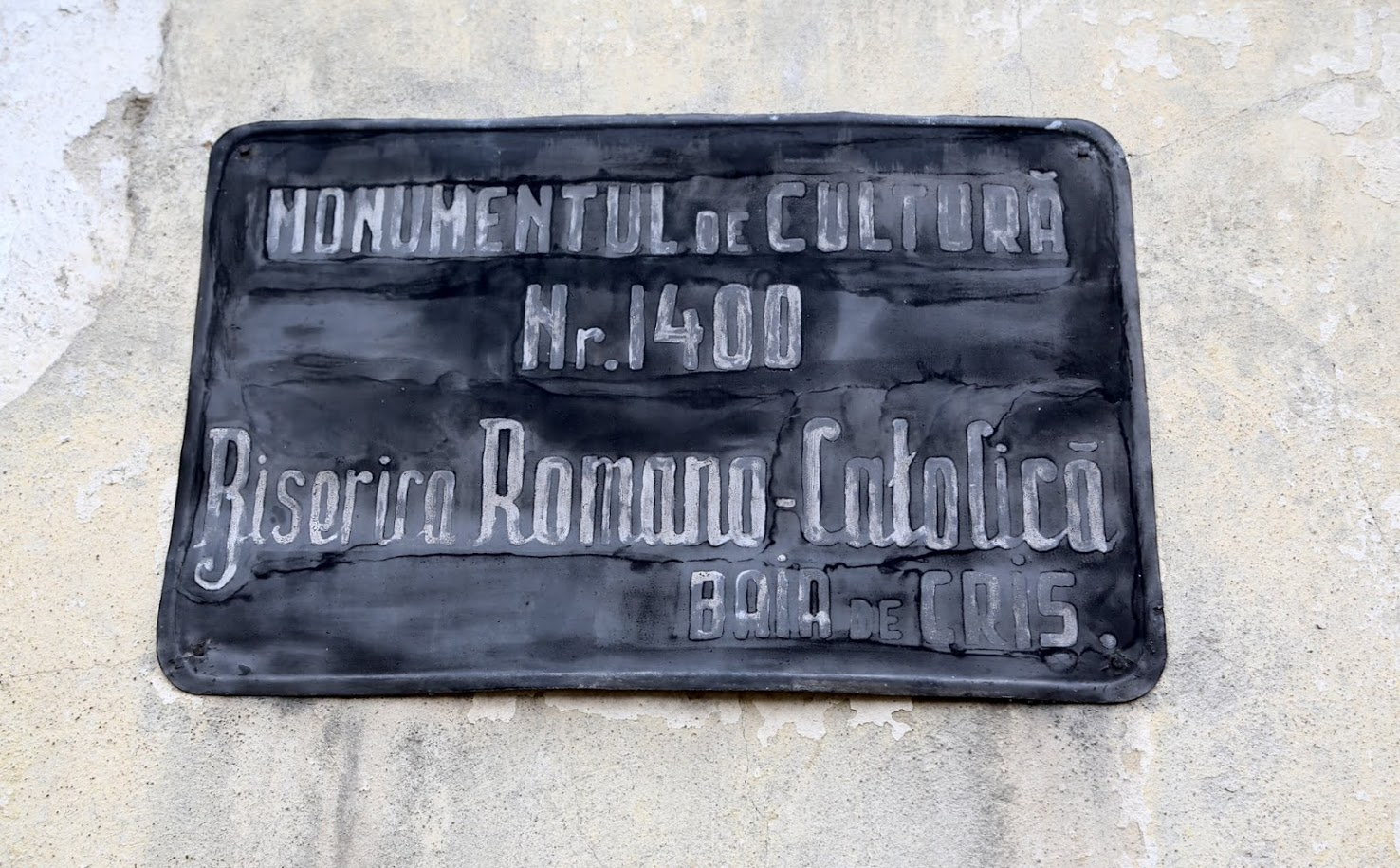